# Adagunchanahalli, Belur
Adagunchanahalli là một làng thuộc tehsil Belur, huyện Hassan, bang Karnataka, Ấn Độ.